# Arakil
Arakil (spanisch Araquil) ist eine Gemeinde (Municipio) in Navarra in Spanien mit 999 Einwohnern (Stand: 2024). Die Gemeinde besteht aus den Ortschaften Ekai, Etxarren, Etxeberri, Egiarreta, Errotz, Izurdiaga, Satrustegi, Urritzola, Hiriberri, Ihabar und Zuatzu. 1996 wurde Irurtzun eigenständig und gehörte bis dahin zur Gemeinde.

## Geografie
Arakil liegt etwa 22 Kilometer nordwestlich von Pamplona (Iruña) in einer Höhe von ca. 465 m in der baskischsprachigen Zone Navarras. Der Arakil durchfließt die Gemeinde von Westen kommend nach Südosten. Das Autobahndreieck der Autovía A-10 von Pamplona nach Vitoria-Gasteiz mit der Autovía A-15 nach Donostia-San Sebastián befindet sich in der Gemeinde.

## Bevölkerungsentwicklung
| Jahr        | 1900 | 1950 | 1970 | 1981 | 1991 | 2001 | 2011 | 2021 |
| ----------- | ---- | ---- | ---- | ---- | ---- | ---- | ---- | ---- |
| Einwohner   | 2259 | 2077 | 2661 | 2900 | 2766 | 887  | 956  | 966  |
| Quelle: INE |      |      |      |      |      |      |      |      |

## Sehenswürdigkeiten
- Jakobuskirche in Etxeberri

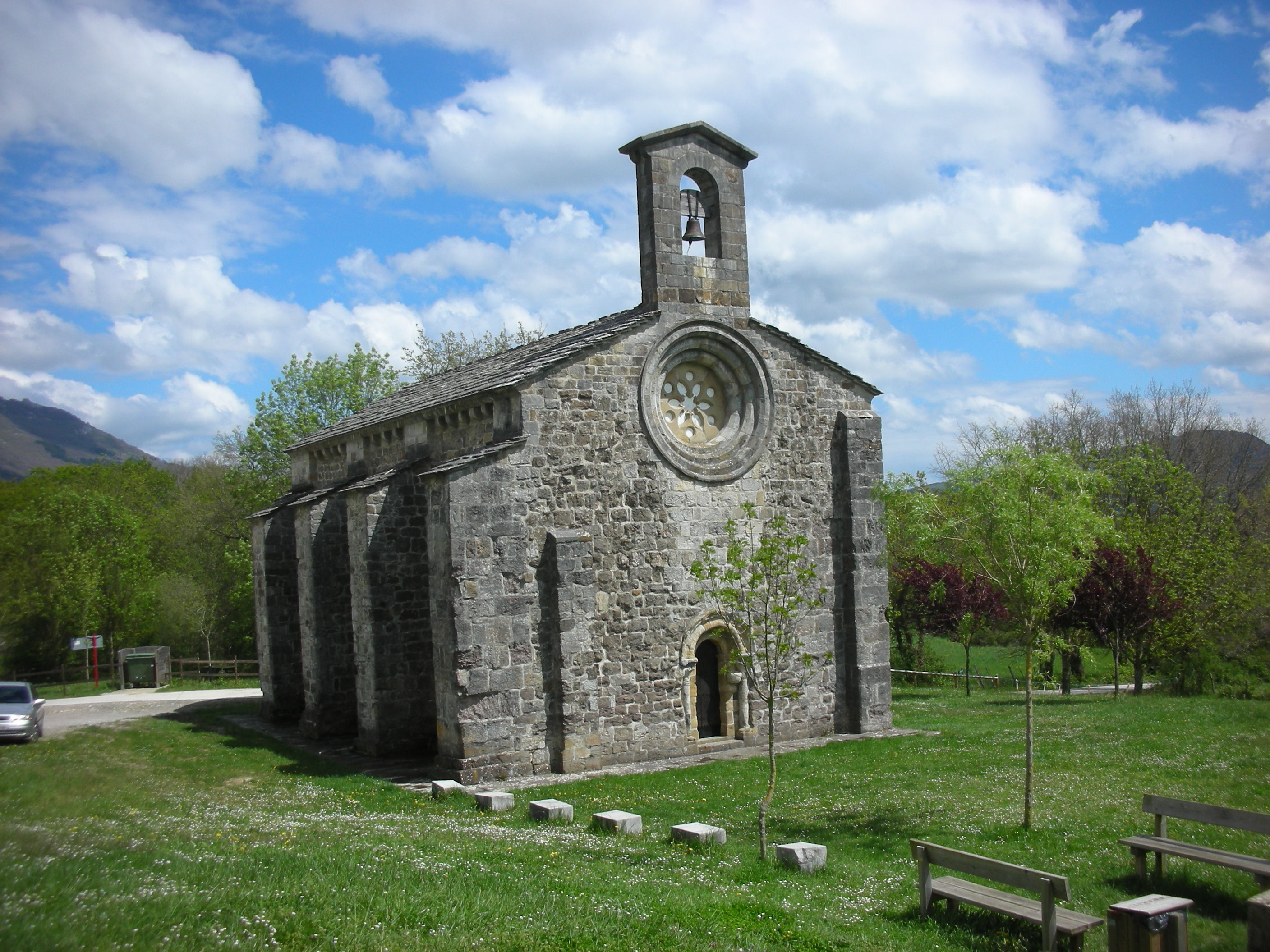
Jakobuskirche
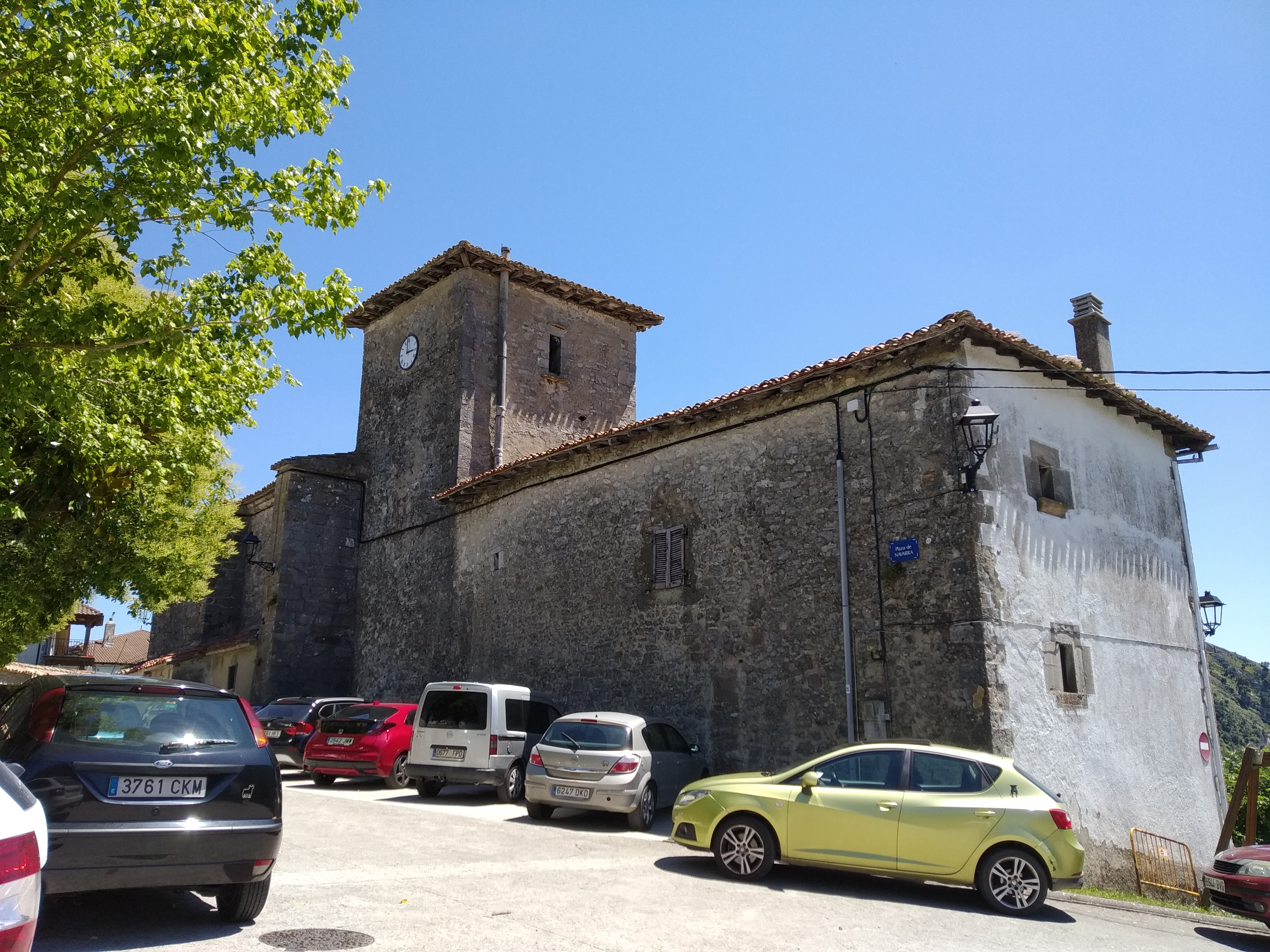
Rathaus